# Vasile Flueraș
Vasile Flueraș (n. 30 decembrie 1948, Cluj - d. 8 octombrie 2021, Cluj-Napoca)  a fost un episcop român, episcop vicar al Arhiepiscopiei Vadului, Feleacului și Clujului, membru al Sfântului Sinod al Bisericii Ortodoxe Române.

## Biografie
Vasile Flueraș s-a născut la 30 decembrie 1948, în Cluj-Mănăștur, din părinții Constantin si Rozalia Flueraș, muncitori.
A urmat școala generală în Mănăștur (1955-1962), școala profesională „16 Februarie" din Cluj (1962-1965), la absolvirea ei s-a angajat la Uzina „16 Februarie”, unde a lucrat ca strungar până în 1972.
În paralel a urmat cursurile serale la Liceul Nr. 12 din Cluj (1965-1971), unde a obținut bacalaureatul.
Între anii 1968-1970 și-a satisfăcut stagiul militar.
În 1972 a fost admis la Institutul Teologic de grad Universitar din Sibiu (1972-1976). În 1976 a obținut licența în Teologie, cu lucrarea: "Probleme sociale în scrierile Părinților Capadocieni", la catedra de Bizantinologie, sub îndrumarea profesorului Teodor Bodogae.
În 27 noiembrie 1976 a fost hirotonit preot celib pe seama parohiei Tureni, protopopiatul Turda, de către episcopul vicar Iustinian Chira.
La 1 ianuarie 1977 a fost numit preot slujitor în Cluj, la parohia „Sfinții Apostoli Petru și Pavel" din cartierul Grigorescu.
În august 1977 a fost numit preot slujitor la parohia „Sfinții Apostoli Petru și Pavel", din cartierul Cluj-Mănăștur.
Arhiepiscopul Teofil Herineanu i-a acordat în anul 1987 distincția bisericească de „iconom".
În anul universitar 1990-1991 a fost și duhovnic-asistent la Institutul Teologic Ortodox de grad universitar (azi Facultatea de Teologie Ortodoxă) din Cluj, fiind un preot model pentru studenții teologi.
La 25 martie 1991 (de Buna Vestire) a fost tuns in monahism la mănăstirea „Sfântul Ioan Botezatorul" din Alba-Iulia, avându-l ca naș de călugărie pe episcopul Andrei Andreicuț, actualul mitropolit al Clujului.
Ca monah a îndeplinit ascultarea de stareț la Mănăstirea Nicula, din 1 octombrie 1991 - februarie 1994.
În februarie 1994 arhiepiscopul Bartolomeu Anania l-a numit eclesiarh al Catedralei Ortodoxe din Cluj și exarh al mănăstirilor din Episcopia Vadului, Feleacului și Clujului. A fost hirotesit apoi și în rangul de arhimandrit.
În vara anului 1998 a fost numit episcop-vicar al Episcopiei Clujului și hirotonit întru arhiereu, la 15 august 1998, la Mănăstirea Nicula, de către patriarhul Teoctist și arhiepiscopul Bartolomeu Anania, înconjurați de un sobor de preoți și diaconi.
A trecut la cele veșnice la data de 8 octombrie 2021. Este înmormântat în necropola ierarhilor de sub altarul Catedralei.  

## Distincții
A fost decorat în februarie 2004 cu Ordinul Meritul Cultural în grad de Comandor, Categoria G - „Cultele”, „în semn de apreciere deosebită pentru activitatea susținută în domeniul cultelor, pentru spiritul ecumenic și civic dovedit și pentru contribuția avută la întărirea legăturilor interconfesionale, de bună și pașnică conviețuire între toți oamenii”.